# Institut méditerranéen d'océanologie
L'Institut méditerranéen d'océanologie (IMO ; en anglais : Mediterranean Institute of Oceanography, MIO) est un laboratoire public de recherche en océanologie créé le 1er janvier 2012, issue de la fusion des unités de recherches du Centre d’océanologie de Marseille (COM : LOPB, LMGEM, DIMAR pro-parte), du LSEET, d’un chercheur de l’IRPHE et du LMBEC.

## Description
Les autorités de tutelle du MIO sont le CNRS/INSU, l’IRD, l’université d’Aix-Marseille (AMU) et l’université de Toulon (UTLN). Le laboratoire est installé sur plusieurs sites : Marseille-Luminy, Marseille-Endoume, Toulon-La Garde, La Seyne-sur-Mer. Plusieurs agents IRD du MIO sont actuellement en affectation au centre IRD de Nouméa en Nouvelle-Calédonie à l'INSTM à Tunis, en Tunisie à Hanoï et Hô-Chi-Minh-Ville au Vietnam. La présence de l’IRD permet un partenariat fort avec les pays du Sud notamment avec les pays du pourtour Méditerranéen (Tunisie, Algérie, Maroc) en complément des relations établies avec les laboratoires européens, japonais et américains mais également les territoires français et les pays de la zone Pacifique (Nouvelle-Calédonie).
Ce laboratoire comprend 250 personnes dont 173 statutaires ainsi qu’une cinquantaine de doctorants, spécialisés dans l’enseignement, la recherche et l’observation du milieu marin (Océan ouvert ainsi que les interfaces Continent-Océan et Atmosphère-Océan). L’équipe de direction est composée d'une directrice : Valéry Michotey (professeur Aix-Marseille Université) et de trois directeurs adjoints : Gérald Gregori (chargé de recherches au CNRS), Thomas Changeux (ingénieur de recherches à l'IRD) et Vincent Rey (professeur, université de Toulon). Le MIO comporte une administration, et s'appuie sur un comité exécutif, un conseil scientifique et un conseil de laboratoire.

## Thématiques scientifiques
Les recherches du MIO visent à mieux comprendre et à modéliser la circulation océanique, les interactions Océan-atmosphère, le fonctionnement des écosystèmes marins, la biodiversité marine, les cycles biogéochimiques des éléments. Elles portent notamment sur la réponse des écosystèmes marins et de la circulation océanique au changement global (en termes de climat et d’apports de contaminants...).
Les cadres d’exercice du MIO sont l’Océan mondial et ses interfaces avec le sédiment, le continent et l’atmosphère, notamment la mer Méditerranée notamment dans le cadre des programmes de recherches MISTRALS. Le MIO est fortement impliqué dans les chantiers développés par l’IRD dans la zone Pacifique et Caraïbes, Arctique et de l'Océan Austral.
Les recherches du MIO se basent sur des expertises en Biologie, Écologie, Microbiologie, Halieutique Physique, Chimie, Biogéochimie et en Sédimentologie. Les thèmes de recherche du MIO sont validés par les grands programmes internationaux de l'International Géosphère-Biosphere Programme (IGBP) comme les programmes IMBER, SOLAS, LOICZ et IGAC.

## Organisation scientifique
Le laboratoire est organisé en cinq équipes de recherches :
- Équipe 1 - Océanographie physique, littorale et côtière (OPLC) : Responsables: Anne Molcard et Stéphanie Barrillon.
- Équipe 2 - Chimie Environnementale (CE) Chimie analytique, Physico-chimie et Optique Marines : responsables : Christos Panagiotopoulos et Stephane Mounier
- Équipe 3 - Microbiologie Environnementale Biotechnologie (MEB) : Responsables : Patricia Bonin et Alain Dolla.
- Équipe 4 - CYBELE CYcles BiogEochimiques et rôLE fonctionnel des assemblages de micro-organismes planctoniques : Responsables : France Van Wamkeke et Gerald Gregori
- Équipe 5 : Écologie Marine et BIOdiversité (EMBIO) : Responsables : Thierry Thibaut et Jean Christophe Poggiale

Les activités de recherche du MIO se développent également autour de quatre axes transverses et de deux pôles : 
- Pompe biologique
- Couplage
- CONTAM
- EMBE
- Pôle MIO-Obs.
- Pôle AGIR

## Plateformes techniques
Le laboratoire dispose de six plateformes instrumentales transversales qui permettent un accès à différentes techniques à tous les membres du laboratoire suivant un protocole d’utilisation.
- Service Atmosphère et Mer (SAM)
- Microscopie et Imagerie (MIM)
- PRECYM (Cytométrie en Flux)
- Radioactivité
- Calcul Haute Performance
- Chimie marine
- OMICS
- Cultures expérimentales

## Participation à l'enseignement
Les enseignants-chercheurs et les chercheurs du MIO sont impliqués dans les enseignements des universités d’Aix-Marseille (AMU) et de Toulon (UTLN).
Les 55 enseignants chercheurs dispensent leur enseignement dans :
- Les licences sciences de la vie et de la terre (SVT),
- Les master d’océanographie de l’AMU, master BIODEV de microbiologie, biologie végétale et biotechnologies - Spécialité Biotechnologies pour le développement durable,
- Le master de physique et Surveillance de l’Environnement de l’UTLN.

Ils enseignent également dans les écoles d’ingénieurs SeaTech (Toulon) et de Polytech (Marseille).
L’OSU Pytheas accueille 115 étudiants en masters d’océanographie I et II pour l’année universitaire 2013-2014. Le laboratoire est affilié aux écoles doctorales Sciences de l’environnement (EDSE 251 AMU) et Science et Mer (UTLN).